# Iwan Müller

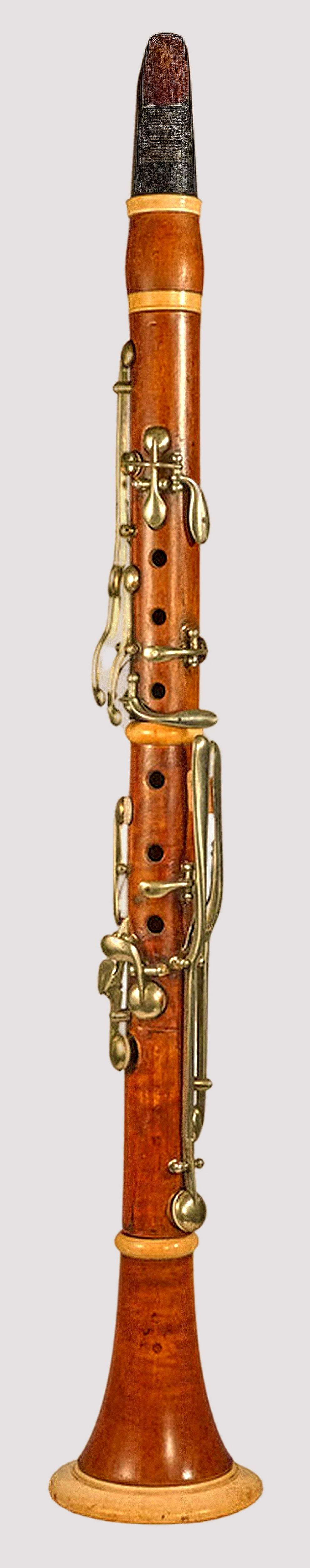
Iwan-Müller-klarinet

Iwan Müller

Iwan Müller (Reval, 3 december 1786 - Bückeburg, 4 februari 1854) was een Duits componist, klarinettist en instrumentenbouwer die zijn instrument grondig vernieuwde.
Hij werd geboren in Reval (thans Tallinn) in het Gouvernement Reval, deel van het Russisch Keizerrijk, als kind van Duitse ouders. Nog voor hij twintig was, was hij reeds een klarinetvirtuoos in het hoforkest van de Russische tsaar in Sint-Petersburg.
Hij ontwikkelde de zogenaamde clarinette omnitonique, met een nieuw kleppenmechanisme en met 13 kleppen, die alle noten van de chromatische toonladder over vier en een half octaven kon produceren. Müller trok naar Berlijn, Leipzig en Wenen om zijn instrument te demonstreren. In Wenen schreef Philipp Jakob Riotte voor hem zijn klarinetconcerto opus 24 (1809), dat de mogelijkheden van het nieuwe instrument toonde. Andere virtuozen zagen de waarde van zijn vernieuwingen in en lieten gelijkaardige instrumenten voor zichzelf maken. Müller richtte in Parijs een fabriekje op om klarinetten te bouwen. Het Parijse Conservatoire wees zijn instrument in 1812 echter af en gaf de voorkeur aan de klarinet van Böhm.  Zijn bedrijfje ging daarop failliet, en hij begon een carrière als reizend virtuoos die hem doorheen gans Europa leidde, waarbij hij zijn nieuwe klarinet bleef aanprijzen. Zo brak zijn uitvinding uiteindelijk toch door. Ze is verder ontwikkeld tot het Oehler-systeem dat in Duitsland het meest wordt gebruikt.
Müller wordt ook beschouwd als uitvinder van de altklarinet. Op de titelbladzijde van zijn werk Anweisung zu der neuen Clarinette und der Clarinette-Alto (ca. 1826) omschrijft hij zichzelf als Erfinder der neuen Clarinette und der Clarinette-Alto. Maar dat instrument was mogelijk eerder uitgevonden door Heinrich Grenser.
Müllers laatste aanstelling was als hofmuzikant van vorst George Willem van Schaumburg-Lippe in Bückeburg.
Müller componeerde zelf ook een aantal werken, voornamelijk kamermuziek en concerti voor zijn instrument de klarinet.